# Charles Meylan (Botaniker)
Charles Meylan (* 23. Juni 1868 in Le Brassus, Schweiz; † 3. Juni 1941 in Sainte-Croix, Schweiz) war ein Schweizer Myko-, Licheno- und Bryologe.
Von 1888 bis 1926 war er Lehrer in La Chaux, einer Ortschaft in der Gemeinde Sainte-Croix im Kanton Waadt. 1922 erhielt Meylan die Ehrendoktorwürde der Universität Lausanne. Sein botanisches Autorenkürzel lautet „Meyl.“.
Meylans Hauptinteresse galt den Moosen, er ist Verfasser der ersten und einzigen „Lebermoosflora der Schweiz“ (1924). Besonders intensiv untersuchte er die Moosflora des Schweizerischen Nationalparks. Sein mehrere tausend Belege umfassendes Herbarium befindet sich heute im Kantonalen Botanischen Museum in Lausanne.
Nach Meylan wurde die Meylania, eine Zeitschrift für Bryologie und Lichenologie, benannt.

## Werke
- Erstbeschreibung der Gattung „Diacheopsis“, einer Gattung von Schleimpilzen aus der Familie der Stemonitidae (1930)